# Trelde Næs
55°37′7.28″N 9°50′10.3″Ø / 55.6186889°N 9.836194°Ø
Trelde Næs er halvøen mellem Vejle Fjord og Lillebælt, øst for den tidligere Rands Fjord og ca. otte kilometer nordøst for Fredericia.
Som en del af et større naturgenopretningsprojekt, blev høfderne ved Trelde Næs renoveret i 2009, hvor store mængder jern- og betonrester blev fjernet. Jernbetonelementerne var lavet i 1960'erne som kystbeskyttelse. Dog blev betonresterne af et tysk kystbatteri fra anden verdenskrig ikke fjernet.
Der er offentlig adgang til det alsidige naturområde, der både rummer skov, flotte klinter og en god badestrand. Det fredede område hænger sammen med den privatejede Østerskov. 
Yderst på næsset står Trelde Næs Fyr.

## Historie
Ved Trelde Næs huserede ifølge sagn i middelalderen den fredløse Grev Trolle, også kaldet Næssekongen. Han levede og røvede ved Trelde Næs.
I det 14.-15. århundrede hørte Trelde Næs under kronens skovgods. Siden var der strid mellem flere af de omkringboende godsejere om rettighederne til området, især retten til det gode sildefiskeri som stedet var berømt for. 1765 overgik den yderste del af næsset til familien Skyttes eje. I 1916 blev de yderste del af næsset eksproprieret, og et fyr blev bygget. I 1919 købte købmanden Harald Plum næsset for at bruge det som landsted og produktionsskov, men også som ferieopholdssted for ansatte ved Plums fabrikker.
I hans tid blev der opført flere bygninger i området, herunder Troldehuset. Troldehuset brugte Harald Plum primært som sommerbolig. 
Derudover anlagde han en avlsgård, flere beboelsesbygninger, et savværk og en havn i Kulvig, hvorfra han udskibede træ. Alle bygninger blev opført i nationalromantisk byggestil i bindingsværk. Alle ved den københavnske arkitekt Aage Lønborg-Jensen . Ved Kulvig havn fik Plum i 1920 opført en 18 m høj flagstang, hvis rester og fundament stadig kan ses.
Samtidig gav han befolkningen lov til at færdes på de kønne arealer. 
Tæt ved Kulvig havn står i dag en granitsten (opført i 1929), med påskriften "Harald Plum optog Trelde Næs i sit hjerte og vakte dets herligheder af dvale til glæde i nutid og fremtid for menneskenes skønhedssøgende sind"
Godsejer Carl de Neergaard overtog driften efter Plums fallit. Han stod bl.a. bag en landslejr for 2. 500 KFUM spejdere i 1925.
Trelde Næs blev fredet i 1920 og 1930.
Den 30. juni 1930 købte Ane Elisabet (1883 - 1968) og Peter Ryholdt næsset med bygninger. Ryholdt holdt Trelde Næs lukket for offentligheden.
Efter skilsmisse overtog Ane Elisabet Ryholdt selv ejerskabet over Trelde Næs. 
Ane Elisabet Ryholdt levede en tilbagetrukket tilværelse på næsset. Hun betragtedes som en excentrisk særling der kaldtes "Næssedronningen" og "Fruen på næsset". Ane Elisabet Ryholdt døde i 1968 og hendes urne er nedsat i græsplænen ved Troldehuset. Ved Troldehuset står en buste af Ane Ryholdt.
Under Anden Verdenskrig placerede tyskerne et kystbatteri med 3 stk. 10,5cm SK C/32 marinekanoner (en) på Trelde Næs. Anlægget nåede dog ikke at blive færdigt.
Fredericia Kommune købte med støtte fra Kulturministeriet de yderste 100 ha af Trelde Næs i 1966 og Troldehuset blev ombygget til lejrskole og naturskole og fungerer stadig sådan i dag.

## Naturen
Østerskov drives som naturnær skov og noget er også udlagt som urørt skov. Strandene og skoven rummer et mangfoldigt dyre og planteliv med mange orkidearter og en helt usædvanlig rig svampeflora, hvor der er fundet 50 arter af rødlistede sjældne svampe.

## Geologi
På sydsiden af næsset skrider det plastiske og glatte ler ud i vandet og laver et dramatisk landskab med nedfaldne træer og store tunger ud på kysten. Det fede ler i klinterne ved Trelde Næs er hen ved 50 millioner år gammelt, og der er gjort enestående geologiske fund af blandt andet forstenede fiskekranier og et sværd fra en sværdfisk, men også af mange mere almindelige fossiler.

## Galleri
- Lerskred på sydsiden af Trelde Næs
- Stranden ved sydsiden set mod nordøst
- Treldenæs set fra Bøgeskov Strand, set mod sydøst
- Trelde Næs Fyr, februar 2014

## Ekstern henvisninger

### Fodnoter
1. ↑  "Trelde Næs". Den Store Danske (lex.dk online udgave).
2. ↑  Vejle Amts Folkeblad, hjemmeside udgive d. 18.06.2009
3. ↑  "HR Fredericia". Arkiveret fra originalen 13. juli 2015. Hentet 15. november 2014.
4. ↑  "http://www.stedermedsjael.dk/". Arkiveret fra originalen 29. november 2014. Hentet 15. november 2014. {{cite web}}: Ekstern henvisning i |title= (hjælp)
5. 1 2  fredericiashistorie.dk (15-11-2014)
6. ↑  Om fredningen på fredninger.dk
7. ↑  "Kommissionen til Besigtigelse af tyske Kystbefæstningsanlæg - bilag 2 (nr. 62)". Arkiveret fra originalen 28. november 2014. Hentet 15. november 2014.
8. ↑  "HR Fredericia". Arkiveret fra originalen 29. november 2014. Hentet 15. november 2014.
9. ↑  Hyby Fælled Øvelsesplads